# 세이프 샤리프 하마드

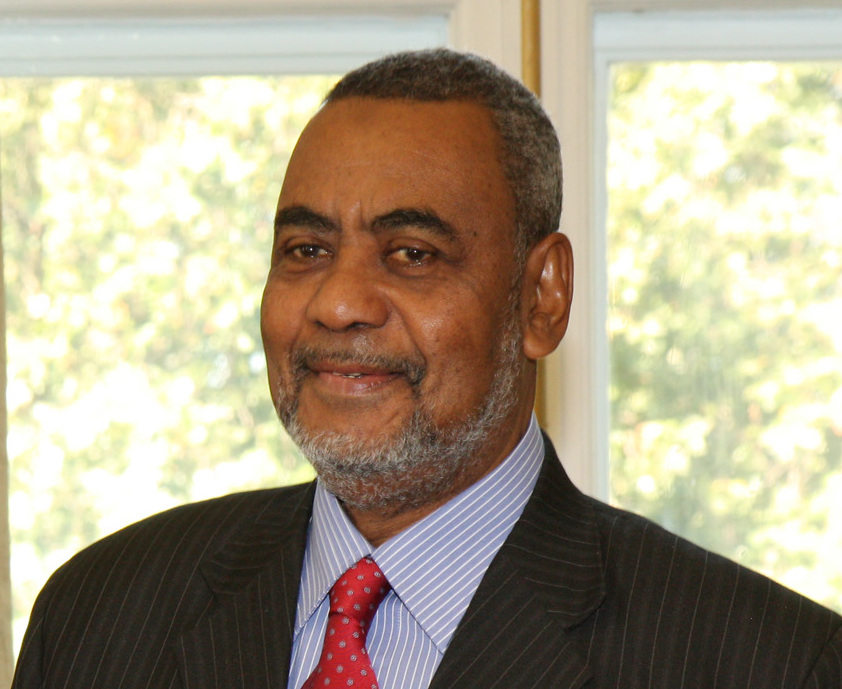

세이프 샤리프 하마드(Seif Sharif Hamad, 1943년 10월 22일 ~ 2021년 2월 17일)는 탄자니아의 정치인이다.
잔지바르 펨바섬에서 태어났다. 1963년 12월 고등학교를 졸업한 뒤인 1964년 잔지바르 혁명이 일어났다. 하마드는 대학 진학을 포기하고 영국 관료들의 떠나간 자리를 채워 잔지바르 혁명 정부에서 일을 했다. 1972년 다르에스살람 대학교를 다녔다.
1977년 잔지바르 혁명의회 의원과 탄자니아 의회 의원으로 정치를 시작했다.
1992년 탄자니아에서 다당제가 도입된 이후 하마드는 동료들과 함께 시민통일전선을 세웠다. 1995년 잔지바르의 대통령 선거에 출마했으나 현직 대통령이었던 살민 아무르에 근소한 차이로 졌다. 2000년 · 2005년 · 2010년 선거에도 출마했으나 패배했다.
2015년 잔지바르 대선에서 하마드는 현직 대통령인 알리 모하메드 셰인을 25000표로 이겼으나, 선거관리위원회가 이 개표 결과를 취소했다. 결국 대통령 자리에 오른 셰인은 하마드를 잔지바르의 초대 부통령으로 앉혔다.
코로나19 범유행중인 2021년 1월 29일 하마드는 부인과 함께 코로나19 양성 판정을 받아 입원했다고 하마드가 소속된 정당에서 발표했다. 탄자니아 정부는 2020년 4월 이후 코로나19 감염 통계를 발표하지 않고 ‘급성 폐렴’으로 집계한다. 하마드는 다르에스살람의 무힘빌리 국립병원에서 사망했다. 탄자니아의 대통령 존 마구풀리는 3일간의 국가 애도의 날을 선포했다.